# Tulinger

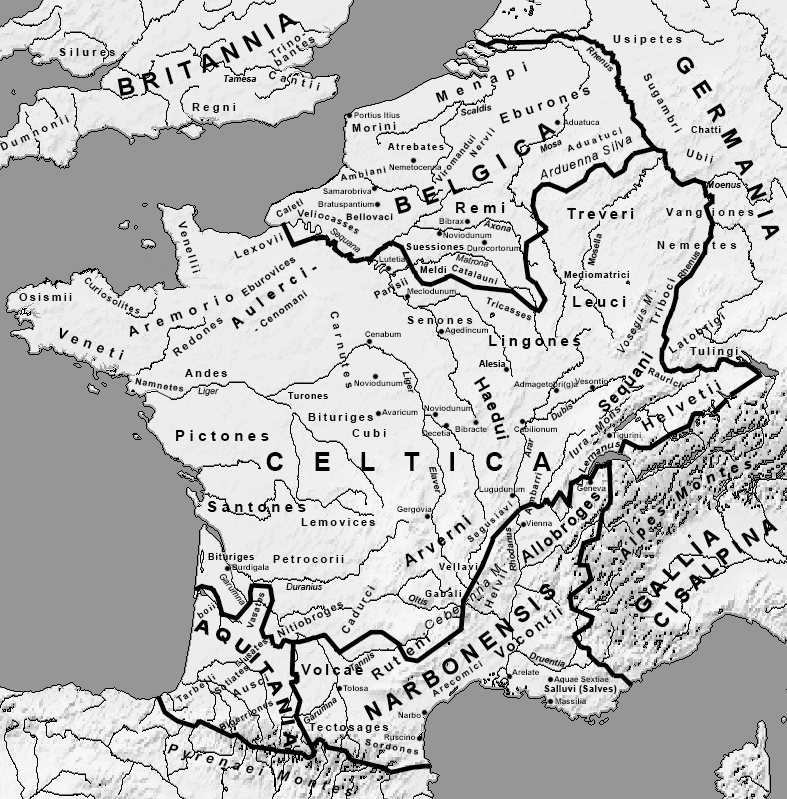
Karte Galliens zur Zeit Caesars (58 v. Chr.), mit der Lage der Tulinger rechtsrheinisch, nördlich der Rauraker und Helvetier

Die Tulinger (lateinisch Tulingi) waren ein keltischer Volksstamm, der einzig in Gaius Iulius Caesars Bericht über den Gallischen Krieg im Zusammenhang mit der Schlacht bei Bibracte 58 v. Chr. erwähnt wurde – die Erwähnung bei Orosius ist lediglich eine Nacherzählung des Berichts bei Caesar. Die Tulinger waren, wie die Rauraker und Latobriger Grenznachbarn der Helvetier und zählten Caesar zufolge 36.000 Menschen. Den Römern standen in der Schlacht die keltischen Stämme der Helvetier, Boier, Tulinger, Latobriger und Rauriker gegenüber. Nach älteren Darstellungen war der Grund für die Schlacht bei Bibracte die Auswanderung dieser Stämme nach Gallien, um sich dort niederzulassen. Die neuere Forschung zieht diese Darstellung aber zunehmend in Zweifel. Vieles spricht dafür, dass die „Auswanderung“ der Tulinger nebst anderer keltischer Stämme wie der Helvetier wohl eher als Kriegszug oder als teilweise Auswanderung kleinerer Stammesgruppen zu sehen ist, während zumindest die Siedlungen und Kultstätten der Helvetier eine ungebrochene Kontinuität und Vitalität zeigten.
Nach der Niederlage in der Schlacht bei Bibracte forderte Caesar die Stämme auf, an ihre alten Wohnorte zurückzukehren. Dennoch erklärt Caesar, dass nach einer Zählung nur 110.000 Menschen in die Gebiete zurückgekehrt sind, die sie zuvor verlassen hatten. Durch die Verluste in der Schlacht und die offensichtliche Abwanderung von Teilen dieser keltischen Stämme war im alten Siedlungsraum Leerraum entstanden. Dieser konnte nun durch die zurückgekehrten Teile der Stämme besiedelt werden. Im Verhältnis zu den Helvetiern waren die Tulinger, Boier, Latobriger und Rauraker nur kleine Stämme. Wo heute die Schweiz (Helvetier) und Bayern (Boier) liegen ist bekannt. Es ist daher anzunehmen, dass sich Teile der Stämme der Latobriger, Tulinger und Rauraker im Siedlungsraum Schweiz, Österreich, Deutschland niedergelassen und mit Helvetiern und Boiern vermischt haben.